# والتر سوليفان (روائي)
والتر سوليفان (بالإنجليزية: Walter Sullivan)‏ (4 يناير 1924 - 15 أغسطس 2006)؛ صحفي وروائي أمريكي.